# Pucov (Dolný Kubín)
Pucov  es un municipio del distrito de Dolný Kubín en la región de Žilina, Eslovaquia, con una población estimada a final del año 2024 de 895 habitantes.
Se encuentra ubicado en el centro de la región, cerca del curso alto del río Váh (cuenca hidrográfica del Danubio) y de la frontera con la República Checa y Polonia.

## Demografía
| Año        | 1994 | 2004    | 2014     | 2024    |
| ---------- | ---- | ------- | -------- | ------- |
| Población  | 684  | 735     | 831      | 895     |
| Diferencia |      | +7,45 % | +13,06 % | +7,70 % |

| Año        | 2023 | 2024    |
| ---------- | ---- | ------- |
| Población  | 891  | 895     |
| Diferencia |      | +0,44 % |